# Hasely Crawford Stadium
Hasely Crawford Stadium – wielofunkcyjny stadion, który znajduje się w Port-of-Spain w Trynidadzie i Tobago, jest nazwany na cześć Hasely Crawford, pierwszej osoby z Trynidadu i Tobago, która zdobyła złoty medal olimpijski. Początkowo zbudowany jako Stadion Narodowy w 1980, stadion przemianowany na cześć Crawforda w 2001. Stadion mieści 27 000 osób. Gościł finał Mistrzostwa Świata U-17 w Piłce Nożnej 2001. Jest domową areną klubu San Juan Jabloteh z TT Pro League. Gościł również mecze Mistrzostw Świata U-17 w piłce nożnej kobiet 2010.